# Interestatal 474 (Illinois)
La Interestatal 474 (abreviada I-474) es una autopista interestatal ubicada en el estado de Illinois. La autopista inicia en el oeste desde la I 74  , IL 6   en Peoria hacia el este en la I 74     en East Peoria. La autopista tiene una longitud de 23,9 km (14.88 mi).

## Mantenimiento
Al igual que las carreteras estatales, las carreteras federales, la Interestatal 474 es administrada y mantenida por el Departamento de Transporte de Illinois por sus siglas en inglés IDOT.

## Cruces
La Interestatal 474 es atravesada principalmente por la  US 24  IL 29 .